# Rudolf Kühnel
Rudolf Kühnel, född 25 februari 1896, död 28 januari 1950, var en friidrottare från Österrike. Han deltog vid olympiska sommarspelen 1924.